# Peter Ernst von Podewils
Peter Ernst von Podewils (* 1690; † 28. November 1755 in Berlin) war ein preußischer Offizier, zuletzt Oberst und Kommandant der Zitadelle Friedrichsburg.

## Leben
Peter Ernst entstammte dem namhaften, in Pommern schlossgesessenen Adelsgeschlecht derer von Podewils. Er war in erster Ehe mit Margarete Marie von Manteuffel († 1730), Tochter des Gerdt von Manteuffel (1644–1722), Erbherr auf Herr auf Brutzen, Buslar, Jeseritz sowie 1/2 Sanskow und der Sophie Marianne von der Goltz, vermählt. Aus dieser Ehe ging der preußische Generalmajor Friedrich Wilhelm von Podewils (1723–1784) hervor. Eine zweite Ehe ging er noch 1730 mit Helene Sophie von Posadowski ein. Ihre Schwester war mit dem Präsidenten der Landesregierung und des Konsistoriums im Herzogtum Magdeburg, Carl Friedrich von Dachröden (1705–1742) vermählt. Seit 1740 war er in dritter Ehe mit Christina Margaretha Edle von Plotho vermählt. Hieraus sind wenigstens sechs Kinder bekannt, darunter die bei Brüggemann genannten Erben.
Podewils war Gutsbesitzer in Pommern. So war er Erbherr auf Schwartow im Fürstentum Cammin, das sich bereits seit jedenfalls 1523 in Familienbesitz befand. 1738 veräußerte er das Gut an Margaretha Sabine von Manteuffel († 1749), Ehefrau des späteren preußischen Generalmajors und Erbherrn auf Petershagen Moritz von Galbrecht. Dafür brachte er 1744 Anteile des ebenfalls vormals langjährigen Familiengutes Klein Reichow an sich. Er war auch Erbherr auf Anteil Glötzin, das sein oben genannter Sohn 1767 ganz bessen hat.
Podewils diente seit 1707 ebenfalls in der Preußischen Armee. 1730 war er Kapitän und Kompaniechef im Infanterieregiment „von der Marwitz“ Nr. 21. Nachdem er im Infanterieregiment „von Kleist“ Nr. 26 1737 zu der Stelle eines Majors avancierte, wurde er im Mai 1741 Obristlieutenant und im Mai 1745 Oberst und Kommandeur dieses Regiments. Im Mai 1748 trug ihm der König die Stelle des Kommandanten der Zitadelle Friedrichsburg bei Königsberg auf.